# Syzygium rowlandii
Syzygium rowlandii là một loài thực vật có hoa trong Họ Đào kim nương. Loài này được Sprague miêu tả khoa học đầu tiên năm 1905.